# Big Time Movie Soundtrack
Big Time Movie Soundtrack es el tercer EP y primer banda sonora de la banda norteamericana de pop Big Time Rush. El EP es la banda sonora de la película para televisión Big Time Movie basada en la serie de Nickelodeon Big Time Rush, lanzado el 6 de marzo de 2012. La banda sonora se anunció el 14 de febrero de 2012 y está formado por seis versiones de canciones de The Beatles.

## Antecedentes
La banda sonora fue anunciada el 14 de febrero de 2012 y consta de seis canciones versionadas de The Beatles.

## Recepción comercial
Big Time Movie Soundtrack debutó en el número 44 en los Billboard 200 de EE. UU., vendiendo 10 000 copias en su primera semana en los EE. UU. A partir de 2013, la banda sonora ha vendido cerca de 300 000 copias en todo el mundo.

## Lista de canciones
Todas las canciones escritas y compuestas por Lennon—McCartney. 
| N.º   | Título                     | Duración |  |
| 1.    | «A Hard Day's Night»       | 2:27     |  |
| 2.    | «Revolution»               | 3:09     |  |
| 3.    | «Help!»                    | 2:13     |  |
| 4.    | «Can't Buy Me Love»        | 2:08     |  |
| 5.    | «We Can Work It Out»       | 2:16     |  |
| 6.    | «I Want to Hold Your Hand» | 2:24     |  |
| 14:37 |                            |          |  |

## Charts
| Chart (2012)                       | Peak position |
| ---------------------------------- | ------------- |
| Estados Unidos (Billboard 200)     | 44            |
| Estados Unidos (Soundtrack Albums) | 4             |